# 台商子女學校
台商子女學校（或称台商子弟學校、臺商學校，簡稱台校），中华人民共和国方面最早称臺胞子弟學校:57，為在中国大陆專門為臺灣地區籍高中以下學生所設立的私立學校。其特色為可以使用台湾教学系统及教材。
学校办学受到台海两岸的法律法规约束。台灣方面受《私立學校法》、《大陸地區臺商學校設立及輔導辦法》等约束，依《私立學校法》第八十六條 ，可使“符合前項辦法學校學生回臺就學，其學歷得與臺灣地區同級學校學歷相銜接。”
2003年12月，中華民國教育部发布《大陸地區臺商學校設立及輔導辦法》39條全文。2016年10月，中華民國教育部第四次修订《大陸地區臺商學校設立及輔導辦法》。學校雖然由台灣人主辦並經營，但中华人民共和国政府通常會安排一名中國大陸籍督學在學校擔任副校長以了解學校運作。同時，學校雖然可以使用台灣的教材，但因中國大陸地區政治環境限制，學校需将由台湾購入的教科書中的敏感词遮蔽後送審；在校內也不會升中華民國國旗及使用中華民國國歌。2007年上海台商子女學校完成設立事宜後，台湾媒体曾表示未來中华人民共和国方面不會再核准設立新的台商子女學校。4月25日，国务院台湾事务办公室新闻发言人杨毅在例行发布会上對此予以否认。

## 学校状况
2002年时，東莞台商子弟學校有学生985人，上海台商子女學校有学生240人:57。至2007年，在中國大陸共有三所台商子女學校，在校生约2,700人，按成立顺序分别为：
- 東莞台商子弟學校（位於廣東省東莞市）
- 華東台商子女學校（校本部位於江蘇省崑山市，另設二校區於宿遷市、南京市）
- 上海台商子女學校（位於上海市閔行區）

三所學校目前皆有从幼兒園到高中的课程。